# Pararhinoleucophenga nuda
Pararhinoleucophenga nuda är en tvåvingeart som beskrevs av Toyohi Okada 1988. Pararhinoleucophenga nuda ingår i släktet Pararhinoleucophenga och familjen daggflugor.
Artens utbredningsområde är Taiwan. Inga underarter finns listade i Catalogue of Life.